# حكومة حقي العظم الأولى
تشكلت حكومة حقي العظم الأولى في 1 كانون الأول 1920 بكتاب موقع من قبل المندوب السامي ونُشر بجريدة العاصمة العدد /170/ لعام 1920 وأقيلت في 28 حزيران 1922.

## لمحة
بسبب تقسيم فرنسا لسوريا إلى دويلات على أسس طائفية وعرقية فإن ولاية وسلطة هذه الحكومة والتي سبقتها اشتملت فقط على حدود دولة دمشق، أما جميع الحكومات التالية فقد شملت حدودها سوريا الحالية عدا دولة جبل العلويين ودولة جبل الدروز التي مكثت مستقلة حتى عام 1943 رغم دعوات الشعب السوري المتكررة للوحدة. في حلب كان رئيس الدولة كامل باشا القدسي، وكانت حكومة العلويين تدار من قبل الكولونيل نيجر ثم الجنرال بيللوت، وكان الأمير سليم الأطرش يدير حكومة جبل الدروز قد انتهى هذا العهد عندما توحدت دويلات دمشق وحلب والعلويين تحت اسم الاتحاد السوري·
إقالة الحكومة وحلّها، جاء بعد قيام الإضراب العام في دمشق بدءًا من 10 نيسان 1922، ثم المظاهرات والاعتقالات التي تمت يوم 18 نيسان، رفضًا للتجزئة والانتداب، ورغم إصدار هنري غورو مرسومًا بإعمال حالة الطوارئ، م إصدار عفو عام عن جميع المعتقلين إلا أنه فشل في تهدئة الاحتجاجات، ثم اضطر أخيرًا في 28 حزيران 1922 إلى إعلان قيام الاتحاد السوري بين دولة دمشق ودولة حلب ودولة جبل العلويين على أسس فيدرالي ودعوة هيئة تأسيسية من خمسة عشرة عضوًا لانتخاب رئيس الاتحاد الذي سيقوم بتشكيل الحكومة الجديدة، وهو ما أفضى إلى إقالة الحكومة في 28 حزيران 1922.
لم يكن لهذه الحكومة قرارات سياديّة هامة، واكتفت كحكومة انتداب، بتسيير الشؤون الإدارية فقط، ولم يكن لها ذراع عسكري ممثل بالجيش وكذلك لم يكن لها ذراع اقتصادي ممثل بالمصرف المركزي.

## التشكيل الوزراي
تألفت حكومة حكومة حقي العظم الأولى من المدراء:
| المنصب               | الصورة | شاغل المنصب     | في المنصب من         | في المنصب حتى        |                    |
| -------------------- | ------ | --------------- | -------------------- | -------------------- | ------------------ |
| حاكم دولة دمشق       |        | حقي العظم       | 1 كانون الأول 1920   | 28 حزيران 1922       |                    |
| مدير الداخلية العامة |        | عطا الأيوبي     | 1 كانون الأول 1920   | 10 كانون الثاني 1921 | [ ملاحظة 1 ] [ 6 ] |
| مدير الداخلية العامة |        | رؤوف الأيوبي    | 10 كانون الثاني 1921 | 28 حزيران 1922       | [ ملاحظة 2 ] [ 7 ] |
| مدير العدلية العامة  |        | بديع مؤيد العظم | 1 كانون الأول 1920   | 28 حزيران 1922       |                    |
| مدير المالية العامية |        | حمدي النصر      | 1 كانون الأول 1920   | 28 حزيران 1922       |                    |
| مدير المعارف         |        | محمد كرد علي    | 1 كانون الأول 1920   | 10 آذار 1922         | [ ملاحظة 3 ] [ 8 ] |
| مدير المعارف         |        | نصوحي البخاري   | 10 آذار 1922         | 28 حزيران 1922       | [ ملاحظة 3 ] [ 8 ] |
| مدير النافعة العامة  |        | شاكر القيم      | 1 كانون الأول 1920   | 28 حزيران 1922       |                    |
| مدير الأمور العسكرية |        | نصوحي البخاري   | 1 كانون الأول 1920   | 28 حزيران 1922       |                    |

## الملاحظات
1. ↑  استقال عطا الأيوبي في 10 كانون الثاني 1921 احتجاجاً على تقسيم سورية إلى دويلات وسلخ الأقضية الأربعة عن ولاية دمشق وضمها إلى لبنان الكبير.
2. ↑  هذا التعديل ورد في موقع التاريخ السوري
3. 1 2  عُين محمد كرد علي رئيساً لمجمع اللغة العربية فاستلم نصوحي البخاري مديرية المعارف بالوكالة.

ورد هذا التعديل في موقع الموسوعة الدمشقية.

## روابط خارجية
- بيان حكومة حقي العظم الأولى في دولة دمشق عام 1920
- استبدال اسم الوزارة بالمديرية في دولة دمشق - صحيفة 1920
- الحكومات السورية على موقع رئاسة مجلس الوزراء
- الحكومات السورية على موقع مجلس الشعب السوري
- وزارات الدولة على بوابة الحكومة الإلكترونية السورية
- الوزارات والهيئات الحكومية على موقع مجلس الشعب السوري